# Eupetinus striatus
Eupetinus striatus är en skalbaggsart som först beskrevs av Sharp 1881.  Eupetinus striatus ingår i släktet Eupetinus och familjen glansbaggar. Inga underarter finns listade i Catalogue of Life.